# Corruption (film, 2019)
Pour les articles homonymes, voir Corruption et Corruption (homonymie).
Pour plus de détails, voir Fiche technique et Distribution.
Corruption est un court métrage néerlandais réalisé par Fionn Larkin, sorti le 11 mars 2019.

## Fiche technique
- Titre : Corruption
- Réalisateur : Fionn Larkin
- Scénario : Fionn Larkin
- Producteurs : Fionn Larkin, Mikail Roque, Emma van Waart
- Montage : Emma van Waart
- Genre : horreur
- Sortie : 11 juin 2003

## Distribution
- Adama Diagne : marchand de médicaments en chef
- Simon Folberg : gangster mafieux
- Fionn Larkin : l'infecté
- Mikail Roque : l'agent de police
- Diankou Sembene : le chef de la police
- Emma van Waart : la fille